# Hassan Houbeib
Hassan Houbeib (ur. 18 lipca 1994 w Teyarett) – mauretański piłkarz grający na pozycji środkowego obrońcy. Od 2019 jest zawodnikiem klubu Al-Zawraa.

## Kariera klubowa
W latach 2017–2019 Houbeib grał w klubie AS Garde Nationale. W 2019 roku przeszedł do irackiego klubu Al-Zawraa. W sezonie 2020/2021 został z nim wicemistrzem Iraku.

## Kariera reprezentacyjna
W reprezentacji Mauretanii Houbeib zadebiutował 27 lipca 2019 w wygranym 2:0 meczu Mistrzostw Narodów Afryki 2020 z Republiką Zielonego Przylądka, rozegranym w Praii. W 2022 został powołany do kadry na Puchar Narodów Afryki 2021. Na tym turnieju rozegrał dwa mecze grupowe: z Gambią (0:1) i z Tunezją (0:4).